# Міністерство зайнятості Швеції
Міністерство зайнятості Швеції (швед. Arbetsmarknadsdepartementet) — установа Швеції, що несе відповідальність за ринок праці та трудове життя держави.

## Історія
Міністерство зайнятості було створено в 1974 р., коли Міністерство внутрішніх справ було розділено на два нових міністерства. Міністерство зайнятості взяло на себе відповідальність за ринок праці, охорону праці та імміграцію. Житлова політика була переведена в нове Міністерство житлового будівництва.
- З 1 січня 1999 р. питання Міністерства зайнятості були передані в нове Міністерство з питань підприємництва, енергетики та зв'язку.
- 1 січня 2007 р., міністерство відновлено після рішення нового уряду, який прийшов до влади 6 жовтня 2006 року.

Міністерство зайнятості налічує близько 90 співробітників, у тому числі 6 політичних призначенців.
Міністерство очолює міністр у справах зайнятості і йому допомагає державний секретар, політичні радники і прес-секретарі.

## Агентства
- Рада Європейського соціального фонду в Швеції
- Інститут оцінки ринку праці
- Суд з трудових спорах
- Національне посередницьке бюро
- Національний інститут трудового життя
- Шведська рада страхування на випадок безробіття
- Орган Швеції з контролю за умовами праці